# Arieșeni
Arieșeni là một xã thuộc hạt Alba, România. Dân số thời điểm năm 2002 là 1920 người.